# ゴセレリン
ゴセレリン（Goserelin）は、性ホルモン（テストステロンとエストロゲン）の産生を抑制する医薬品である。特に乳癌や前立腺癌の治療に用いられる。性腺刺激ホルモン放出ホルモン作動薬（GnRH作動薬）であり、皮下注射剤である。
天然GnRHと同じくアミノ酸が10個連なったデカペプチドであるが、6位と10位のアミノ酸の置換によって急速な分解を抑制している。これにより性ホルモン産生が非拍動的に刺激され続けるため、内因性ホルモンのフィードバックシステムが停止し、最終的に性ホルモン産生が下方制御される。
1976年に米国で特許が取得され、1987年に医療用として承認された。原開発国である英国では1986年に承認されている。日本では1991年に承認された。
WHO必須医薬品モデル・リストに掲載されている。

## 効能・効果

### 日本
10.8mg製剤・3.6mg製剤：前立腺癌・閉経前乳癌
1.8mg製剤：子宮内膜症

### 海外
ホルモン感受性の高い乳癌（閉経前後の女性に見られる）、前立腺癌、良性婦人科疾患（子宮内膜症、子宮筋腫、子宮内膜の菲薄化）の治療に使用される他、生殖補助医療や思春期早発症の治療にも使用される。また、男性から女性へのトランスジェンダー処置にも使用される事があり、英国など一部の国では他の抗アンドロゲン薬より好まれている。1ヶ月分のデポ剤 と、長時間作用型の3ヶ月分のデポ剤がある。

## 副作用

### 重大な副作用
前立腺癌
前立腺癌随伴症状の増悪（0.1%未満）、アナフィラキシー（0.1%未満）、間質性肺炎（0.1%未満）、肝機能障害、黄疸（0.1〜5%未満）、糖尿病の発症または増悪（0.1%未満）、心不全（0.1%未満）、血栓塞栓症（0.1%未満）
閉経前乳癌
高カルシウム血症（0.1%未満）、アナフィラキシー（0.1%未満）、間質性肺炎（0.1%未満）、肝機能障害、黄疸（0.1%未満）、血栓塞栓症（0.1%未満）
子宮内膜症
アナフィラキシー（0.1%未満）、肝機能障害、黄疸（0.1%未満）、 血栓塞栓症（0.1%未満）

### その他
治療開始から数週間は骨の痛みや前立腺癌の症状が一時的に増大する事がある（腫瘍フレア効果 ）。これは黄体形成ホルモンの産生が一旦増加するためで、受容体が脱感作されホルモン産生が抑制されると症状は消失する。従って、治療の最初の2-3週間は、特に既存の骨症状がある患者では、抗アンドロゲン剤との併用が望ましい。
1. ↑  腫瘍が縮小前に一旦増大すること

骨痛、火照り、頭痛、胃の不調、抑うつ、排尿困難（単発）、体重増加、乳房の腫れや圧痛（低頻度）、勃起力低下、性欲減退などを引き起こす可能性がある。骨痛は対症療法的に管理可能で、勃起不全はバルデナフィルや他の類似の経口治療薬で治療出来るが、性欲減退は治療出来ない。女性化乳房の発生率は1-5%である事が知られている。
短期記憶障害も女性に報告されており、時に重度になる場合もあるが、治療を中止すると徐々に消失する。

## 薬理
天然の性腺刺激ホルモン放出ホルモン（GnRH）の合成アナログである。注射剤であるため生物学的利用能はほぼ100%である。タンパク質との結合性が低く、血清中の排泄半減期は腎機能が正常なら2-4時間、腎機能障害があればそれより長くなる。肝機能障害は薬物動態にあまり影響しない。投与後約2時間で最大血清濃度に達する。投与直後は下垂体のGnRH受容体に速やかに結合するため、黄体形成ホルモン（LH）の産生増加に伴い対応する性ホルモンの産生も一旦増加する。しかし最終的には、約14-21日後に受容体の下方制御によりLH産生が大幅に減少し、性ホルモンは一般的に去勢後と同等のレベルまで減少する。

## 承認
1976年に英国 Imperial Chemical Industries社で発見、開発された。当初は1日1回投与であったが、1回の投与で4週間効果が持続する徐放剤の開発に成功し、1986年に承認された。日本では1983年に臨床試験が開始され、1991年に前立腺癌治療薬として承認された。1994年には閉経前乳癌への適用が追加承認された。その後効果が3ヶ月持続する製剤が開発され、前立腺癌については2002年1月に、乳癌については2014年3月に承認された。
一方、子宮内膜症については1.8mg製剤でも有効である事が認められ、1992年に英国で、2000年7月に日本で承認された。

## 参考資料
1. ↑   Dictionary of Organic Compounds. CRC Press. (1996). pp. 3372–. ISBN 978-0-412-54090-5
2. ↑  I.K. Morton; Judith M. Hall (6 December 2012). Concise Dictionary of Pharmacological Agents: Properties and Synonyms. Springer Science & Business Media. pp. 136–. ISBN 978-94-011-4439-1
3. ↑  Fischer, Jnos; Ganellin, C. Robin (2006) (英語). Analogue-based Drug Discovery. John Wiley & Sons. p. 514. ISBN 9783527607495
4. ↑   World Health Organization model list of essential medicines: 22nd list (2021). Geneva: World Health Organization. (2021). hdl:10665/345533. WHO/MHP/HPS/EML/2021.02
5. ↑  “ゾラデックスLA10.8mgデポ 添付文書”. www.info.pmda.go.jp. 2021年9月11日閲覧。
6. ↑  “ゾラデックス3.6mgデポ 添付文書”. www.info.pmda.go.jp. 2021年9月11日閲覧。
7. ↑  “ゾラデックス1.8mgデポ 添付文書”. www.info.pmda.go.jp. 2021年9月11日閲覧。
8. ↑  Dittrich R, Binder H, Cupisti S, Hoffmann I, Beckmann MW, Mueller A. Endocrine treatment of male-to-female transsexuals using gonadotropin-releasing hormone agonist. Exp Clin Endocrinol Diabetes 2005;113:586–92.
9. ↑  “Goserelin”. NICE (National Institute for Health and Care Excellence) (2016年). 2016年11月19日閲覧。
10. ↑  “Management of gynaecomastia in patients with prostate cancer: a systematic review”. Lancet Oncol. 6 (12):  972–9. (December 2005). doi:10.1016/S1470-2045(05)70464-2. PMID 16321765.
11. ↑  Newton CR, Yuzpe AA, Timmon IS, Slota MD. Memory complaints: a side effect of continued exposure to gonadotropin-releasing hormone agonists (GnRHa). Paper presented at: Conjoint Annual Meetings of the American Fertility Society and the Canadian Fertility and Andrology Society; October 11–14, 1993; Montreal, Canada.
12. ↑  Friedman AJ, Juneau-Norcross M, Rein MS. Adverse effects of leuprolide acetate depot treatment. Fertil Steril. 1993;59(2):448-450.
13. ↑  Kotake, Toshihiko; Michiyuki Usami et al. (August 1999). “Goserelin Acetate with or without Antiandrogen or Estrogen in the Treatment of Patients with Advanced Prostate Cancer: a Multicenter, Randomized, Controlled Trial in Japan”. Japanese Journal of Clin. Oncol. 29 (11):  562–570. doi:10.1093/jjco/29.11.562. ISSN 1465-3621. PMID 10678560.
14. 1 2  “ゾラデックスLA10.8mgデポ インタビューフォーム”. www.info.pmda.go.jp. 2021年9月11日閲覧。
15. 1 2  “ゾラデックス3.6mgデポ インタビューフォーム”. www.info.pmda.go.jp. 2021年9月11日閲覧。
16. ↑  “ゾラデックス1.8mgデポ インタビューフォーム”. www.info.pmda.go.jp. 2021年9月11日閲覧。